# Zo What
Zo What (né le 20 mars 2004) est un cheval hongre du stud-book KWPN de robe alezan, monté en dressage par le cavalier français Alexandre Ayache, avec qui il participe aux Jeux olympiques de Tokyo en 2021. 

## Histoire
Zo What naît le 20 mars 2004,, chez 
les éleveurs J. Klasens et a Van Hilst, à Emmen aux Pays-Bas,. 
Alexandre Ayache récupère Zo What en 2015. En février 2021, le couple prend la seconde place du CDI3* du Mans.

### Participation aux Jeux olympiques de Tokyo 2020
Le couple est sélectionné en équipe de France pour participer aux Jeux olympiques d'été de 2020 à Tokyo. Il réalise une performance en deçà de ses objectifs, avec un score de 68,929 %, qui ne permet pas d'accéder à la finale. Le couple se classe 34e en individuel.

## Description
Zo What est un hongre de robe alezan, inscrit au stud-book du KWPN. Il mesure 1,70 m.

## Palmarès
Il atteint un indice de dressage (IDR) de 177 en 2019.

## Origines
C'est un fils de l'étalon KWPN Scandic,. Sa mère Krisjna est une fille de l'étalon KWPN Cocktail.